# Staatsgerichtshof (Polen)
Der Staatsgerichtshof (polnisch Trybunał Stanu) ist in der Republik Polen ein Gericht in Strafsachen gegen Mitglieder von Staatsorganen. Es prüft nur strafrechtlich relevante Verfassungsverletzungen. Daneben steht der Verfassungsgerichtshof, der grundsätzlich nur die Verletzung von Verfassungsrecht außerhalb des Strafrechts prüft.

## Geschichte
Der Staatsgerichtshof knüpfte an den Staatsgerichtshof der Zweiten Polnischen Republik an, der mit der Märzverfassung 1921 eingeführt worden ist. Bis zum deutschen Überfall auf Polen beschäftigte diesen nur ein einziger Fall, der ohne Schuldspruch mit einer Zurückweisung der Sache gegen den damaligen Finanzminister Gabriel Czechowicz, dem verfassungswidrige Verwendung des Haushaltsüberschusses vorgeworfen wurde, an den Sejm endete. Dieser befasste sich mit dem Fall nicht mehr innerhalb der Legislaturperiode, so dass dieser automatisch mit deren Ende eingestellt wurde.
Nach dem deutschen Überfall auf Polen stellte der Staatsgerichtshof seine Arbeit ein. Er wurde erst wieder 1982 eingerichtet. Während der Schlussphase der Volksrepublik befasste er sich ebenfalls nur mit einem Fall, gegen den ehemaligen Ministerpräsidenten Piotr Jaroszewicz und seinen Stellvertreter Tadeusz Pyka. Das Verfahren wurde 1984 eingestellt.
Die einzigen Urteile sprach der Staatsgerichtshof in der Alkoholaffäre 1997. Czesław Kiszczak, Andrzej Wróblewski und Aleksander Mackiewicz wurden freigesprochen, Dominik Jastrzębski und Jerzy Ćwiek wurden verurteilt.
Das Verfahren gegen den ehemaligen Finanzminister Emil Wąsacz wurde 2006 eingestellt.

## Rechtsgrundlage
Rechtsgrundlage der Zuständigkeit und Tätigkeit des Obersten Gerichts ist die polnische Verfassung und das Gesetz über den Staatsgerichtshof.

## Richter
Vorsitzender ist der Erste Gerichtspräsident des Obersten Gerichts. Weitere Richter sind zwei Vertreter des Vorsitzenden und sechzehn Richter, die vom Sejm für die Dauer seiner Legislaturperiode bestellt werden. Sie dürften nicht selbst gleichzeitig Abgeordnete oder Senatoren sein. Sie alle genießen strafrechtliche Immunität.

## Verfahren
Vor dem Staatsgerichtshof können angeklagt werden:
- Staatspräsident
- Sejmmarschall
- Senatsmarschall
- Ministerpräsident
- Minister
- Präsident der Nationalbank
- Präsident des Obersten Rechnungshofes
- Mitglieder des Landesrats des Radios und Fernsehens
- Abgeordnete
- Senatoren

Die Anklage gegen den Staatspräsidenten muss von der Volksversammlung mit Dreiviertel-Mehrheit beschlossen werden. Die Anklage gegen einen Senator muss von dem Senat mit absoluter Mehrheit beschlossen werden. Die Anklage gegen alle anderen Staatsdiener muss vom Sejm mit jeweils unterschiedlicher Mehrheit beschlossen werden.
Die Urteile des Staatsgerichtshofs sind abschließend. Sie werden mit Verkündigung rechtskräftig. Rechtsmittel sind nicht gegeben.